# Teoria das singularidades
Em matemática, a teoria das singularidades é uma área da matemática que estuda e classifica as singularidades de aplicações diferenciáveis. A teoria das singularidades emprega ferramentas de diversas áreas, como geometria diferencial, geometria algébrica, topologia diferencial, álgebra comutativa e topologia algébrica para estudar o comportamento local, semi-global e global das singularidades de aplicações diferenciáveis.
Existem diversas aplicações para a teoria das singularidades, como o estudo da geometria extrínseca, o estudo da gravitação e da relatividade geral, o estudo de cáusticas em óptica e o estudo das transições de fase em mecânica estatística.

## O conceito de germe
Sejam {\displaystyle m,n\in \mathbb {N} ,p\in \mathbb {R} ^{m}}, e {\displaystyle C_{p}^{\infty }(\mathbb {R} ^{m},\mathbb {R} ^{n})=\{f:U\rightarrow \mathbb {R} ^{n}} tal que {\displaystyle U} é uma vizinhança aberta de {\displaystyle p} e {\displaystyle f} é de classe {\displaystyle C^{\infty }\}}. Dizemos que duas aplicações {\displaystyle f,g\in C_{p}^{\infty }(\mathbb {R} ^{m},\mathbb {R} ^{n})} estão relacionadas caso exista uma vizinhança {\displaystyle V\subset Dom(f)\cap Dom(g)} contendo {\displaystyle p}, e de forma que {\displaystyle f} e {\displaystyle g} coincidam em {\displaystyle V}. Escrevemos, então, {\displaystyle f} ~ {\displaystyle g}.
Podemos provar que ~ define uma relação de equivalência sobre {\displaystyle C_{p}^{\infty }(\mathbb {R} ^{m},\mathbb {R} ^{n})}.
```
Como 

  

    

      

        
f

      

    

    
{\displaystyle f}

  

 ~ 

  

    

      

        

          
f

          
′

        

      

    

    
{\displaystyle f'}

  

 e 

  

    

      

        
g

      

    

    
{\displaystyle g}

  

 ~ 

  

    

      

        

          
g

          
′

        

      

    

    
{\displaystyle g'}

  

 implica 

  

    

      

        
f

        
+

        
g

      

    

    
{\displaystyle f+g}

  

 ~ 

  

    

      

        

          
f

          
′

        

        
+

        

          
g

          
′

        

      

    

    
{\displaystyle f'+g'}

  

, temos que 

  

    

      

        

          
C

          

            
p

          

          

            
∞

          

        

        
(

        

          

            
R

          

          

            
m

          

        

        
,

        

          

            
R

          

          

            
n

          

        

        
)

      

    

    
{\displaystyle C_{p}^{\infty }(\mathbb {R} ^{m},\mathbb {R} ^{n})}

  

 módulo ~ define um 
espaço vetorial
.
```

Denotaremos tal espaço vetorial por {\displaystyle G_{p}(m,n)}. Os elementos de {\displaystyle G_{p}(m,n)} são chamados de germes de aplicações diferenciáveis em {\displaystyle p}. Note que apenas o comportamento local de uma aplicação {\displaystyle f} é levado em conta ao se definir o seu germe. Ou seja, se {\displaystyle f,g\in C_{p}^{\infty }(\mathbb {R} ^{m},\mathbb {R} ^{n})}, e {\displaystyle f} e {\displaystyle g} são diferentes apenas num conjunto a uma distância positiva de {\displaystyle p}, então {\displaystyle f} ~ {\displaystyle g}, o que implica que {\displaystyle f} e {\displaystyle g} definem o mesmo germe. 
Se {\displaystyle f\in C_{p}^{\infty }(\mathbb {R} ^{m},\mathbb {R} ^{n})}, ainda denotaremos por {\displaystyle f} a sua classe de equivalência em {\displaystyle G_{p}(m,n)}.
Além disso, o espaço de germes é um espaço rico no sentido algébrico. Podemos estudá-lo e observar que ele possui em certo sentido estrutura de módulo e se relaciona fortemente com uma {\displaystyle \mathbb {R} }-álgebra comutativa.

## Definição de singularidade

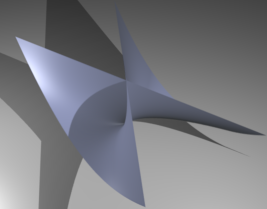
Um exemplo notório de singularidade é a que aparece na superfície regrada chamada guarda-chuva de Whitney (ou crosscap). Esses tipos de singularidades são exemplos de singularidades locais estáveis de aplicações de em.

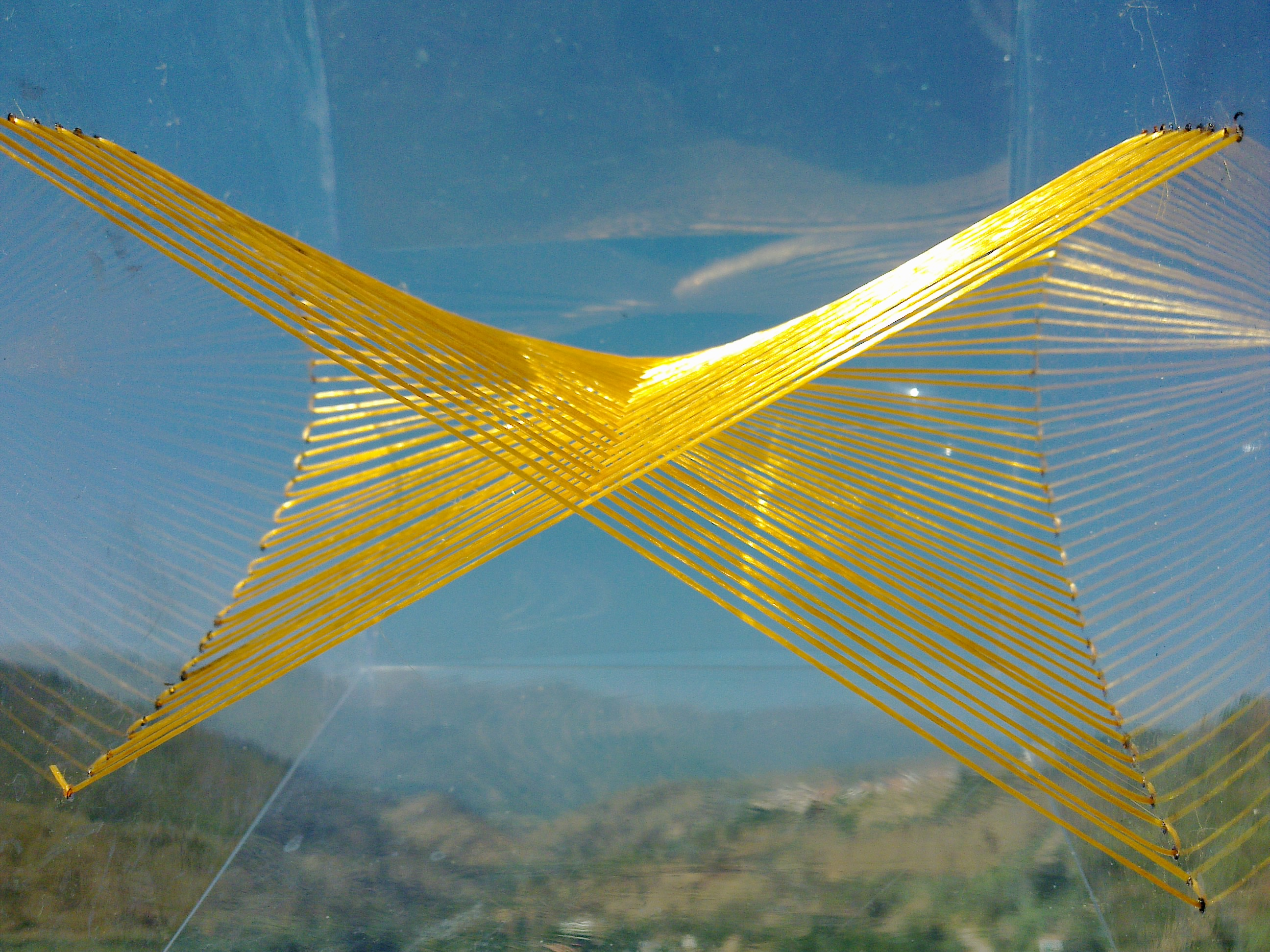
Guarda-chuva de Whitney construído com uma única corda dentro de um cubo plástico.

Dizemos que {\displaystyle p\in \mathbb {R} ^{m}} é um ponto singular de uma aplicação diferenciável {\displaystyle f:\mathbb {R} ^{m}\rightarrow \mathbb {R} ^{n}} caso {\displaystyle f} não tenha posto máximo, ou seja, caso a diferencial {\displaystyle D_{p}f} não seja nem ⁣⁣injetora⁣⁣, nem sobrejetora.
Dizemos que um germe {\displaystyle f\in G_{p}(m,n)} é singular caso algum representante de {\displaystyle f} em {\displaystyle C_{p}^{\infty }(\mathbb {R} ^{m},\mathbb {R} ^{n})} seja singular.

## Motivação da teoria
A questão sobre a natureza das singularidades se coloca naturalmente no estudo de funções reais a uma variável, onde é visto como descrever essas funções a partir dos seus pontos críticos, que são aqueles onde a primeira derivada se anula. O objetivo inicial da teoria das singularidades foi justamente estudar estes pontos críticos de uma aplicação e as suas imagens por ela. Esse estudo teve como primeiro objetivo obter a classificação destas singularidades. 
No caso de aplicações de classe {\displaystyle C^{\infty }}, definidas em abertos de {\displaystyle \mathbb {R} ^{m}} com valores em {\displaystyle \mathbb {R} ^{n}} uma relação de equivalência natural consiste em mudanças de coordenadas locais (via difeomorfismos locais) no domínio (fonte) e contradomínio (meta). Assim, uma forma de classificar singularidades é obter as classes de equivalência segundo essa relação.
Podemos entender esta classificação como uma continuação natural do estudo de cálculo em várias variáveis. Os resultados finais que antecedem isso, nos levam às formas locais das imersões e das submersões, com aplicações definidas em conjuntos que possuem somente pontos regulares. Temos também, o teorema do posto constante que considera conjuntos com somente um tipo de ponto crítico, ou seja, um aberto em que todos os pontos são críticos e tem o mesmo posto. Neste sentido, a teoria de singularidades começa a partir do teorema do posto constante, onde são estudadas funções ou aplicações definidas em abertos que possuem diferentes tipos de pontos críticos. Neste caso, a questão mais natural que se coloca é determinar uma forma normal (local) descrevendo cada tipo de singularidade da aplicação. Dessa forma, uma questão fundamental da teoria é a seguinte: “Existem sistemas de coordenadas de {\displaystyle \mathbb {R} ^{m}} em {\displaystyle \mathbb {R} ^{n}} tais que uma aplicação {\displaystyle f} pode ser escrita como um polinômio de grau {\displaystyle k}? Se a resposta for positiva, qual é o menor grau {\displaystyle k} que satisfaz essa propriedade?” Um germe que satisfaz essa propriedade é dito {\displaystyle k}-finitamente determinado.
No caso em que {\displaystyle m=n}, a definição anterior implica que para uma aplicação singular não podemos aplicar o teorema da função inversa para garantir a existência de inversa local ao redor de {\displaystyle p}. Isto acontece, por exemplo, quando consideramos uma função suave {\displaystyle f:\mathbb {R} ^{m}\rightarrow \mathbb {R} } cujas derivadas parciais se anulam em {\displaystyle 0}. Apesar de {\displaystyle 0} ser uma singularidade para esta função, podemos ainda assim obter algumas informações sobre {\displaystyle f} analisando sua matriz Hessiana {\displaystyle H(f)}. Pelo teorema de Morse, se {\displaystyle H(f)} for invertível, podemos escrever a série de Taylor de {\displaystyle f} de ordem menor ou igual a dois, via mudança suave de coordenadas, na seguinte forma:
{\displaystyle {\tilde {f}}(x_{1},...,x_{m})=\delta _{1}x_{1}^{2}+...+\delta _{m}x_{m}^{2}}, onde os {\displaystyle \delta _{i}}'s valem um ou menos um.
Dizemos que {\displaystyle f} é uma função de Morse ao redor da origem.
O objetivo da Teoria das Singularidades é estudar e classificar as patologias decorrentes da ausência de uma inversa local ao redor de um determinado ponto do domínio de uma função diferenciável. Tal estudo têm suas origens nos trabalhos de matemáticos como Marston Morse, Hassler Whitney, Vladimir Arnold e René Thom.
As singularidades de dobra (fold) e de cúspide (cusp) classificadas por Arnold respectivamente como singularidades A2 e A3 possuem uma geometria com consequências práticas, de longe, mais importantes na área de teoria das catástrofes. Elas possuem padrões que possuem repetidas incidências na física, engenharia e modelagem matemática. Elas reproduzem fenômenos gravitacionais como o efeito de lente gravitacional e fornecem aos astrônomos e físicos um dos métodos usados para a detecção de buracos negros e matéria escura do universo, através do fenômeno das lentes gravitacionais que produz múltiplas imagens de quasares distantes.
Outra singularidade importante para a teoria das catástrofes é a chamada rabo de andorinha (swallowtail), classificada como singularidade A4 por Arnold. Ela foi representada na pintura "The Swallow's Tail — Series of Catastrophes" (em francês: "La queue d'aronde — Série des catastrophes") que foi o último trabalho do famoso artista e pintor espanhol surrealista Salvador Dalí.
Outra abordagem no estudo das singularidades é a geométrica, onde são obtidos resultados sobre a geometria das funções ou aplicações, através da determinação de invariantes numéricos associados a famílias destas. Por exemplo, temos o número de Milnor, que é muito significativo para funções com singularidade isolada na origem e o número de Tjurina, um importante invariante analítico. No caso de aplicações, em cada par de dimensões {\displaystyle (n,p)} as singularidades estáveis podem ser diferentes, por exemplo, os números de cúspides de aplicações do plano no plano e os números de rabos de andorinha de aplicações de {\displaystyle \mathbb {R} ^{3}} em {\displaystyle \mathbb {R} ^{3}}. É importante ressaltar a importância dos conjuntos de pontos múltiplos na determinação destes invariantes.
Também é interessante observar que o estudo de singularidades pode ser estendido para além do espaço euclideano real, como, por exemplo, para o espaço euclideano complexo e para o espaço de Lorentz-Minkowski (modelo do espaço-tempo da relatividade geral estudado na física).